# Argentipallium dealbatum
Argentipallium dealbatum là một loài thực vật có hoa trong họ Cúc. Loài này được (Labill.) Paul G.Wilson mô tả khoa học đầu tiên năm 1992.